# Hofbach (Mur)
Der Hofbach ist ein fast 2,3 Kilometer langer Bach im Gebiet der Marktgemeinde Gratkorn im Bezirk Graz-Umgebung in der Steiermark. Er entspringt in einem südöstlichen Ausläufer des östlichen Grazer Berglandes und fließt entlang der Grenze der Grazer Berglandes und des mittleren Murtales, ehe er von links kommend in den Triebwasserkanal Leykam I mündet. Vor der Anlage des Triebwasserkanals mündete er direkt in die Mur.

## Verlauf
Der Hofbachentsteht in einem Waldgebiet am südlichen Hang des Eggenbergs auf etwa 582 m ü. A. nordöstlich des Dorfes Eggenfeld, etwa 320 Meter nordnordwestlich des Hofes Bergblas.
Der Bach fließt anfangs durch ein Waldgebiet für etwa 390 Meter ziemlich gerade nach Südsüdosten, ehe er etwa 80 Meter südwestlich des Hofes Bergblas einen rund 150 Meter langen Rechtsbogen bildet. Auf diesen Kurs verlässt der Hofbach den Wald und quert den Hofbachweg, dessen Verlauf er nach verlassen des Rechtsbogen in südöstliche Richtung folgt. Nach weiteren 170 Meter nimmt der Hofbach einen von links kommenden unbenanntes Fließgewässer auf und schwenkt auf einen Kurs nach Südsüdwesten, wobei er nach einer erneuten Querung wieder dem Verlauf der Straße folgt und erneut ein Waldgebiet erreicht. Auf diesem Verlauf bleibt der Bach für gut 380 Metern, ehe er eine kleine Kursänderung nach Südwesten macht. Im folgenden rund 430 Meter langen Abschnitt durchfließt der eine Engstelle, die durch einen Ausläufer des Eggenberges im Norden und den Gratkorner Hausberges im Süden gebildet wird. Nach etwa 300 Metern verlässt der Hofbach erneut den Wald und unterquert die Pyhrn Autobahn (A 9) etwas westlich der beiden nördlichen Gratkorntunnel. Etwas nach der Querung der Autobahn erreicht der Bach das Ortsgebiet von Eggenfeld. Ab dort bildet er bis zu seiner Mündung einen fast 600 Meter langen flachen Linksbogen, der in südwestliche Richtung, entlang der Nordflanke des Hausberges und der Judendofrer Straße (L302) verläuft und auch das Ortsgebiet von Gratkorn erreicht. Auf diesen Lauf unterquert er auch die Grazer Straße (B 67). Der Hofbach mündet nach fast 2,3 Kilometer langem Lauf mit einem mittleren Sohlgefälle von rund 91 ‰ etwa 202 Höhenmeter unterhalb seines Ursprungs direkt westlich der Judendorfer Straße, des Hausberges und des dort befindlichen Zigeunerlochs in den Triebwasserkanal Leykam I. Vor der Anlage des Triebwasserkanals für die Leykam-Josefsthaler Papierfabrik, seit 1997 Teil von Sappi, etwa 40 Meter weiter westlich direkt in die Mur.
Auf seinem Lauf nimmt der Hofbach einen unbenannten Wasserlauf auf.
Der Hofbach bildet in seinem mittleren Lauf für etwa 70 Meter die Grenze zwischen den beiden Katastralgemeinden Forstviertel und Friesach-St. Stefan. Sein Unterlauf bildet auch die Grenze zwischen dem östlichen Grazer Bergland und dem mittleren Murtal.